# Wegrace in de jaren 1930-1939
De wegrace in de jaren 1930-1939 werd vrijwel geheel op circuits gereden, maar hier en daar waren ook lange-afstandsraces. De FICM was wereldwijd erkend en het Europees kampioenschap was een belangrijke wedstrijd, die echter nog steeds overschaduwd werd door de Isle of Man TT.

## Algemeen
In het begin van de jaren dertig had elk zichzelf respecterend merk een fabrieksteam dat op de internationale circuits aan wedstrijden deelnam. In de eerste jaren liet de recessie zich goed voelen, en lang niet alle fabrieken konden teams naar alle Grands Prix sturen. De Duitse Grand Prix van 1930 ging om die reden niet door. Bovendien begon de FICM haar grip op de internationale races weer te verliezen, waardoor een Europees kampioenschap verreden in een aantal wedstrijden nog steeds niet in zicht kwam. De TT van Man was de belangrijkste wedstrijd en daar kon ook de FICM niets aan veranderen. In Europa waren zowel fabrieksrijders als privérijders met elkaar in gevecht op speciale circuits. Het wereldsnelheidsrecord werd onderwerp van strijd tussen de Britten en de Duitsers. Ernst Henne had in 1929 216,45 km/h gehaald, maar op 31 augustus 1930 reed Joe Wright met een OEC-Temple-JAP met compressor 220,96 km/h. Henne reed in september 221,45 km/h, maar op 6 november haalde Wright zelfs 242,53 km/h op een weg in de buurt van Cork in Ierland. Henne haalde op 3 november in Tát (Hongarije) 244,40 km/h, ditmaal met een volledig gestroomlijnde versie van zijn BMW. In 1934 gaf de FICM toestemming voor de Internationale Snelheids Trofee, een landenwedstrijd waarin vier rijders in verschillende klassen de meeste punten moesten scoren. De wedstrijd werd gehouden in Rome. De deelnemers waren Italië, Zweden, Duitsland, Frankrijk en Spanje. De Britten kwamen niet vanwege de opgelopen spanningen met het Italiaanse regime. De Italianen wonnen ruim, met Amilcare Rossetti op Benelli in de 175cc-klasse, Riccardo Brusi op Moto Guzzi in de 250cc-klasse en Omobono Tenni (Moto Guzzi) in de 500cc-klasse. De 350cc-klasse werd gewonnen door een Rudge, maar met de Italiaan Aldo Pigorini aan het stuur. De snelheden werden nu zó hoog, dat de motorsport echt gevaarlijk werd. In 1934 verloren de eerste drie van de Asser 500cc-TT (Demeuter, Noir en Van der Pluym) in verschillende wedstrijden het leven. Daarom besloot de FICM tot veiligheidsmaatregelen: alle circuits moesten over de volle lengte minstens 5 meter breed zijn en opgehoogde bochten moesten uitloopstroken krijgen. In 1935 begon de superioriteit van de Britse merken snel af te brokkelen. Daarvoor waren de Italianen deels verantwoordelijk met de Moto Guzzi Bicilindrica 500 en de Gilera Rondine, maar ook de Duitsers kwamen op met merken als DKW en NSU. Rond dat jaar begon de internationale politiek een grote rol te spelen, met name tussen het Verenigd Koninkrijk en Italië. Italië was op aandringen van Groot-Brittannië en Frankrijk veroordeeld door de Volkenbond vanwege haar expansiedrift richting Abessynië en bovendien stond men al jaren op gespannen voet met het regime van Mussolini. De Italiaanse renstallen genoten juist de bescherming van het regime en maakten zelfs deel uit van haar propaganda. De Italianen boycotten na de hun opgelegde sancties door de Volkenbond de meeste internationale wedstrijden in 1936. Daardoor hadden de Britten vrij spel in de meeste wedstrijden. Aan het einde van deze periode richtten veel fabrikanten zich meer op de ontwikkeling van militaire modellen, in de aanloop naar de Tweede Wereldoorlog. Uitgerekend in 1939, toen landen hun grenzen begonnen te sluiten en iedereen zich opmaakte voor de naderende oorlog, slaagde de FICM erin het Europees kampioenschap wegrace uit te schrijven met races in meerdere landen. Dat waren de Grand Prix van Frankrijk, de Isle of Man TT, de Grands Prix van Nederland, België, Zweden, Duitsland, Ulster, Zwitserland en Italië. Op 3 september, toen de laatste twee GP's nog gereden moesten worden, verwierp Hitler het ultimatum om Polen te verlaten en kwam er voor lange tijd een einde aan de wegraces, inclusief het Europees Kampioenschap.

## Duitsland
NSU verscheen in 1930 op de circuits met motoren die ontworpen waren door voormalig Norton ontwerper Walter Moore. Ze leken er dan ook precies op, en nadat Tom Bullus de Grand Prix des Nations gewonnen had bleven verwijten van plagiaat dan ook niet uit. De Norton constructeurs Joe Craig en Arthur Carroll wisten de leidende positie van Norton echter snel te herstellen. DKW kwam rond die tijd met een nieuwe tweetaktmotor met compressor, die nog enkele ontwikkelingsjaren nodig had. De machine produceerde al ruim 27 pk, terwijl de snelste viertakt, de Moto Guzzi Monoalbero, slechts 22 à 23 pk leverde. De DKW US 250 met compressor begon in 1935 succesvol te worden. Op het Clady Circuit in Ulster won Arthur Geiss de tweede Europese titel voor het merk. BMW introduceerde in 1935 de RS 500 met compressor. In 1936 wisten de fabrieksrijders Otto Ley en Karl Gall met de BMW RS 500 in Zweden voor het eerst de Nortons te verslaan, maar in 1937 lukte het ze nog eens op de Sachsenring, nadat Jimmie Guthrie daar verongelukt was. Georg ("Schorsch") Meier won in 1938 de Europese titel voor BMW. In 1939 won Meier de Senior TT, vóór Jock West. Beiden reden een BMW RS 500.

## Groot-Brittannië
Het seizoen 1930 was een enorm succes voor het merk Rudge. Behalve op Man wonnen ze ook in Italië twee wedstrijden (het Lario circuit en de GP van Europa), en de GP's van Oostenrijk, Nederland en Duitsland. Zoals dat in de jaren twintig al het geval was geweest, heersten de Britten in de eerste jaren op hun eigen Tourist Trophy. Er nam coureurs afscheid (Alec Bennett en Wal Handley), maar verse krachten stonden klaar met Simpson en Guthrie. De TT van Man van 1930 werd een groot succes voor het merk Rudge. De "Rudge Ulster" modellen, waarvan de 500cc-versie eigenlijk al van 1926 stamde, hadden vier kleppen en een vierversnellingsbak. In 1930 kwam men ook met een 250- en een 350cc-versie aan de start. In de Junior TT (350 cc) waren de eerste drie plaatsen voor Rudge, in de Senior TT (500 cc) de plaatsen één, twee, zes en zeven. De snelste was Wal Handley, die nog nooit op een Rudge gereden had, maar een machine ter beschikking kreeg omdat zijn FN niet was aangekomen op Man. In 1931 heroverde Norton de titel in Man op Rudge. Tim Hunt won de Junior TT én de Senior TT en Jimmie Guthrie en Stanley Woods werden tweede en derde met een Norton. Graham Walker won de Lightweight TT met een Rudge. Rond 1932 moest een aantal grote Britse merken door de grote belastingdruk hun dure raceafdelingen sluiten. Daardoor konden hun topcoureurs niet meer concurreren met buitenlandse merken, en een aantal, zoals Wal Handley en Stanley Woods, stapten over naar Moto Guzzi. Ze werden in het Verenigd Koninkrijk als verraders gezien, niet alleen vanwege hun overstap naar een buitenlands merk, maar ook vanwege de toen al slechte Britse relaties met het fascistische regime van Mussolini waarvan Moto Guzzi uitdrukkelijk deel uitmaakte. De Britse merken waren al in 1934 nauwelijks op de circuits op het vasteland geweest. Deels lag dat aan de politieke situatie, maar niet helemaal; ze waren minder oppermachtig dan voorheen. Moto Guzzi besloot de confrontatie aan te gaan door naar Brooklands, Donington Park en Man te gaan. Daar won Stanley Woods met de Moto Guzzi Monoalbero 250 de 250cc-klasse en met de Moto Guzzi Bicilindrica 500 de 500 cc. Deze race was enorm spannend, maar de superioriteit van de Guzzi werd bewezen doordat Woods de wedstrijd zonder tankstop voltooide en juist daardoor Jimmie Guthrie met zijn Norton versloeg. De Tourist Trophy van 1936 werd door de Italianen geboycot als protest tegen de sancties die het land opgelegd had gekregen na Tweede Italiaans-Ethiopische Oorlog. Daarom startte Stanley Woods op de 250cc-DKW. Hij viel uit, waardoor de 250cc-race gewonnen werd door Bob Foster (New Imperial) voor Henry Tyrell-Smith (Excelsior) en Arthur Geiss (DKW). Woods reed de Senior TT op een Velocette, die een nieuw soort vering introduceerde: een schommelvoorvork met hydraulische schokdempers met ingebouwde schroefveren. De 350cc-Velocette van Woods die hij in de Junior TT reed had een experimentele dubbele bovenliggende nokkenas, die in de eerste ronde stuk ging. In 1936 verscheen AJS met een 50° V-vier. De machine had bovenliggende nokkenassen, waterkoeling en de uitlaten zaten aan de achterkant van de cilinderkoppen. In 1936 waren de spanningen tussen Groot-Brittannië en Italië door de Tweede Italiaans-Ethiopische Oorlog zo hoog opgelopen, dat de Italianen de TT van Man boycotten. Stanley Woods verscheen daarom met een Duitse DKW in de 250cc-klasse. Bob Foster won de wedstrijd met zijn New Imperial, Woods werd tweede. In de Junior én de Senior TT reed Woods met Velocette, maar hij werd geklopt door Jimmie Guthrie met Norton. In 1939 kwam Stanley Woods aan de start op Man met een Velocette tweecilinder met compressor. Die machine had net als de AJS de uitlaten achter de cilinders, de versnellingsbak lag in de lengte en de motor had asaandrijving. Woods gebruikte de machine niet in de wedstrijd omdat hij de eencilinder prefereerde.

## Italië
Net als de Britten heersten de Italianen op eigen terrein, maar daar gebruikten ze wel vaak Britse motorfietsen voor. Een uitzondering was de 175cc-klasse, waar de Benelli's met name met Tonino Benelli, zó snel waren, dat ze de 350cc-Nortons, waarmee ze vaak in dezelfde race werden ingedeeld, voor konden blijven. Ook in de jaren dertig kwamen Italiaanse topcoureurs boven drijven, zoals Riccardo Brusi, Piero Taruffi, Terzo Bandini, Omobono Tenni, Achille Varzi en Giordano Aldrighetti. In 1933 zetten de Italianen een nieuw offensief in tegen de Britten. De situatie was gunstig. Benito Mussolini had als maatregel tegen de Grote Depressie de grote Italiaanse industrieën fiscale voordelen gegeven, en de motorsport maakte deel uit van de fascistische propagandamachine. De Britse merken leden juist onder extra belastingen en een grote anti-motorfietslobby. Moto Guzzi had al de snelste 250cc-machine, de Monoalbero 250. In dat jaar werd Wal Handley als coureur in dienst genomen, en hij won de GP's van België en Zwitserland. In 1934 vroeg Stanley Woods Moto Guzzi om een 250cc-motor. Tijdens de Grand Prix van Spanje reed hij nog op een 250cc-Monoalbero en tijdens de TT van Man reed hij de Junior TT met de Guzzi en de Senior TT met een Husqvarna. Het Italiaanse 500cc-kampioenschap werd gedomineerd door de nieuwe Moto Guzzi Bicilindrica 500. Die won de Grote Prijs der Naties in 1934, 1935 en 1936, Omobono Tenni werd er Italiaans kampioen mee in 1934 en 1935 en Guglielmo Sandri in 1937. De belangrijkste overwinning was die in de Senior TT van 1935 met Stanley Woods. Het was na Indian in 1911 pas de tweede keer dat die gewonnen werd door een niet-Britse machine.

## Nederland
In 1930 kreeg de TT van Assen tijdens het FICM congres in Rome de status van "Classic Event". Daardoor steeg het belang voor internationale coureurs. De TT van 5 juli had dan ook 93 inschrijvers van 11 nationaliteiten. In 1932 moest de KNMV vanwege de crisis een deel van de reiskosten vergoeden om een behoorlijk startveld bij de TT van Assen te krijgen. Dat lukte: 72 deelnemers van 9 nationaliteiten op 28 verschillende merken kwamen aan de start. Op 15 juli 1934 verongelukte Arie van der Pluym tijdens de Grote Prijs van België in Francorchamps, waar onverzekerd werd geracet. Daarop stichtte de KNMV het "Van der Pluym Fonds", om zijn weduwe en zoontje te verzorgen. De KNMV participeerde zelf, maar ook de TT organisatie, de dagbladpers, alle oliemaatschappijen en Husqvarna (het merk van Van der Pluym). De KNMV drong er bij de FICM op aan alle internationale wedstrijden te verplichten de rijders te verzekeren. In Assen was dat al het geval. De verplichte veiligheidsmaatregelen van de FICM zouden de Motorclub Assen en Omstreken in 1936 120.000 gulden kosten. Men wist een jaar uitstel te bewerkstelligen, maar in 1937 moest de MCA&O haar taken overdragen aan een nieuwe organisatie onder verantwoordelijkheid van de KNMV. De naam "TT" verviel officieel en werd veranderd in "Groote Prijs van Nederland der KNMV". De organisatie werd gedaan door de Stichting Circuit van Drenthe, die werd opgezet door de gemeenten Assen en Beilen en de MCA&O. Daardoor kon in 1937 een verbreed en verbeterd afsfalt-betoncircuit in gebruik worden genomen.

## Verenigde Staten
In de Verenigde Staten werd nog steeds geracet met 1000cc-machines, maar door de crisis verviel de peperdure "Class A" al snel. Daarvoor in de plaats werd de "Class C" veranderd: er reden nu 500cc-kopklepmotoren en 750cc-zijklepmotoren tegen elkaar. Die moesten bovendien gebaseerd zijn op normale straatmodellen. Internationaal deden de Amerikanen op wegracegebied niet mee. Hun races beperkten zich tot het nationale kampioenschap.

## Ontwikkelingen
- Motor: Er werden proeven genomen met compressoren, die in races nog niet altijd voldeden, maar bij snelheidsrecords wel. Kopklepmotoren gaven de toon aan, waarbij als het enigszins kon dubbele bovenliggende nokkenassen werden gebruikt. Er werden proeven gedaan met lichte motoronderdelen zoals cilinderkoppen en carters van aluminium, elektron, magnesium en brons, maar vaak moest men toch teruggrijpen op het zwaardere gietijzer. De kwaliteit van de benzine verbeterde, en door de hogere klopvastheid kon de compressieverhouding van de racemotoren steeds hoger worden. Bijna altijd werden nog eencilinders gebruikt. Er waren wel meercilinders, maar die waren vaak nog te zwaar en te weinig handelbaar om tegenstand te kunnen bieden. Moto Guzzi experimenteerde in 1931 tevergeefs met de Quattro Cilindri racer, maar in 1935 verscheen in Tripoli een spectaculaire machine aan de start: de Gilera Rondine. Deze had een dwarsgeplaatste watergekoelde viercilinder lijnmotor mét compressor die liefst 80 pk leverde. De BMW RS 500 leverde "slechts" 60 pk, maar die was meteen succesvol toen Georg ("Schorsch") Meier er in 1939 de TT van Man mee won.
- Rijwielgedeelte: Vooral de Britten ontwikkelden veel op dit gebied, geschrokken als ze waren door de aanval die Moto Guzzi in 1934 had ingezet tijdens hun "eigen" TT. In 1936 kwam Velocette met een geduwde schommelvoorvork met hydraulische schokdempers. Achtervering was nog niet gebruikelijk, maar in de tweede helft van de jaren dertig kwam ze meer in zwang. Guzzi kon daarbij gebruikmaken van de liggende veren met wrijvingsdempers die al in 1928 op de Moto Guzzi GT waren gebruikt. Bianchi kwam met plunjervering. BMW gebruikte op de RS 500 ook plunjervering, maar die machine had ook al een telescoopvork.

## Klassen
In de jaren dertig werd geen onderscheid meer gemaakt tussen cilinderaantallen of soorten motoren. De inhoudsklassen zoals die eigenlijk van de TT van Man stamden, 250, 350 en 500 cc, werden algemeen toegepast. In sommige (meestal nationale) races werden die uitgebreid met de 175cc-klasse of de 1000cc-klasse.